# Personal Handy-phone System
Personal Handy-phone System (PHS, Personal Access System, PAS, Xiaolingtong — кит. 小灵通) — система сотовой связи, работающая в радиодиапазоне 1880—1930 МГц, использовавшаяся в Японии, Китае, Тайване и некоторых других азиатских странах и регионах. Стандарт PHS был разработан и внедрён в начале-середине 1990-х. Спад популярности сетей PHS пришелся на середину-конец 2000-х.
По состоянию на 2010 год японский WILLCOM обслуживал около 4 миллионов абонентов PHS.

## Технологии
В целом, PHS является технологией радиотелефонии (беспроводной телефонии), сходной с DECT. Однако, в отличие от DECT, в PHS возможно переключение абонента между различными ячейками (базовыми станциями). В PHS используются небольшие ячейки с мощностью базовых станций не выше 500 мВт и расстояниями от десятков до сотен метров (некоторые модели позволяют использовать до 1 или 2 км), в отличие от более крупных многокилометровых ячеек стандартов сотовой связи CDMA и GSM. Из-за этого PHS лучше подходит для городских зон с плотной застройкой, но не для пригородов. Малый размер сот также не позволяет совершать звонки абонентам, передвигающимся со скоростями более 20-30 км/ч (автомобиль, поезд).
PHS использует TDMA и дуплекс с временным разделением в качестве метода доступа к радиоканалу. Голос при передаче кодируется в цифровой поток 32 кбит/с по методу ADPCM. Современные PHS телефоны дополнительно могут поддерживать передачу данных, подключение к интернету (64 кбит/с и более), доступ к веб-сайтам, поддержку текстовых и e-mail сообщений, передачу изображений.
Также системы стандарта PHS могут использоваться для предоставления беспроводного абонентского доступа, решая проблемы последней мили — участка между телефонной сетью и домами абонентов. Базовые станции PHS совместимы с ISDN, могут подключаться напрямую к цифровым АТС и разрабатывались именно как часть ISDN-сетей.
PHS имеет некоторые преимущества по сравнению с сотовой телефонией стандарта 3G, что позволило создать безлимитный сервис AIR-EDGE на территории Японии.
Базовой скоростью передачи данных в AIR-EDGE является 32 кбит/с. Путём комбинирования нескольких линий возможно увеличение скорости. Первая версия AIR-EDGE 1× была введена в 2001 и использовала только одну линию (доступ на скорости 32 кбит/с). В 2002 появился AIR-EDGE 4× со скоростью 128 кбит/с. В 2005 был внедрён вариант со скоростью 256 кбит/с (AIR-EDGE 8×).
В 2006 путём введения технологии «W-OAM» базовая скорость была увеличена в 1,6 раза, стандарт AIR-EDGE 8× увеличил скорость до 402 кбит/с.
В апреле 2007 года был предложен вариант «W-OAM typeG», увеличивающий скорость до 512 кбит/с в AIR-EDGE 8x. Планируется обновление до скоростей 800 кбит/с. Таким образом, PHS предоставлял более высокие скорости, чем популярные W-CDMA 3G-сервисы, например, сеть FOMA от NTT DoCoMo (Япония).

### Реализации
Изначально PHS был разработан в 1989 году лабораторией крупнейшей телекоммуникационной компании Японии NTT, и, на тот момент, был проще в развертывании, чем конкурирующие стандарты PDC и GSM. Коммерческие сервисы на базе PHS были предложены тремя операторами (NTT-Personal, DDI-Pocket и ASTEL) в Японии в 1995 году, ими была создана организация PIAF (PHS Internet Access Forum). Однако, из-за небольших размеров сот и ограничений роуминга, получил репутацию сотового стандарта для людей с невысокими доходами. Доля данного стандарта на рынке Японии снижалась, операторы NTT DoCoMo (получивший сеть NTT Personal) и ASTEL планировали прекратить обслуживание PHS телефонов. Некоторые другие страны уже прекратили использование PHS и мигрировали на GSM.
Системы беспроводного абонентского доступа на базе PHS все еще используются в некоторых странах. В 2000-х японский оператор WILLCOM (ранее DDI-Pocket) ввел безлимитные тарифы на беспроводную сеть и звонки внутри страны, что позволило ему повысить привлекательность сети.
В Китае сети PHS пользовались популярностью до 2005—2006 годов. В Чили Telefónica del Sur запустила в 2006 году телефонную PHS-сеть в некоторых городах южной части страны. В Бразилии Suporte Tecnologia использовала PHS в городе Бетин. Transit Telecom отключила свою PHS сеть в 2007.
China Telecom использует систему PHS под названием PAS в Китае, однако она технически считается сетью фиксированной связи. China Netcom предоставляет фиксированную связь по PHS под брендом Xiaolingtong (кит. 小灵通). По состоянию на 2007 год системой пользовалось около 90 млн абонентов, оборудование производилось UTStarcom и ZTE. Однако, дешевые сотовые телефоны быстро замещали PHS. В феврале 2009 года Министерство промышленности и информатизации КНР ограничило возможность подключения абонентов и расширения PHS-сетей, запланировав их отключение к концу 2011 года.
Роуминг PHS доступен между Японией (WILLCOM), Тайванем и Таиландом.